# Low Roar
Low Roar byla islandská hudební skupina se zaměřením na post-rock/electronicu. Skupinu založil Ryan Karazija, přistěhovalec ze Spojených států amerických. Postupem času se skupina rozrostla o dva členy: Leifura Björnssona a Logi Guðmundssona.

## Historie
Po ukončení činnosti v kalifornské skupině Audrye Sessions v roce 2010 se Ryan Karazija přestěhoval do Reykjavíku, kde založil projekt Low Roar. První album, Low Roar, vyšlo v roce 2011. V roce 2014 skupina vydala album 0 a v roce 2017 Once in a Long, Long While....
Velkým milníkem pro skupinu se stalo využití její hudby ve videohře Death Stranding. Vývojář Hideo Kodžima jejich hudbu náhodně objevil v obchodě s CD v Reykjavíku a považoval ji za „smyslnou“ a „jedinečnou“. Členové se zprvu spolupráce se Sony obávali, neboť větší část veškeré jejich hudby byla nahrávána na laptop v Karazijově kuchyni.
Mezi další alba patří ross. z roku 2019 a maybe tomorrow... z roku 2021. Ryan Karazija do písní kapely často promítal své vnitřní pocity a svou životní situaci.
Dne 29. října 2022 bylo oznámeno, že zakladatel a hlavní zpěvák skupiny, Ryan Karazija, zemřel ve věku 40 let na komplikace spojené se zápalem plic. Kapela zároveň oznámila, že se na posledním (šestém) albu stále pracuje a v budoucnosti bude vydáno.

## Diskografie

### Alba
- Low Roar (2011)
- 0 (2014)
- Once in a Long, Long While... (2017)
- ross. (2019)
- maybe tomorrow... (2021)
- House In The Woods (2024)

### EP
- Remix – EP (2015)
- Inure (2020)

### Singly
- The Sky Is Falling (2018)
- Everything To Lose (2021)
- Hummingbird (2021)
- Field of Dreams (2024)
- Just How It Goes (2025)

### Koncertní alba
- Live at Gamla Bíó (2015)